# Euplokamis dunlapae
Euplokamis dunlapae is een soort in de taxonomische indeling van de ribkwallen (Ctenophora). 
De kwal behoort tot het geslacht Euplokamis en behoort tot de familie Euplokamidae. De wetenschappelijke naam van de soort werd voor het eerst geldig gepubliceerd in 1987 door Mills.